# Пугачева (приток Калитвы)
Пугачева — река в России, протекает по Тарасовскому и Миллеровскому районам Ростовской области. Устье реки находится в 148 км по правому берегу реки Калитвы. Длина реки — 15 км, площадь водосборного бассейна — 106 км².

## Данные водного реестра
По данным государственного водного реестра России относится к Донскому бассейновому округу, водохозяйственный участок реки — Калитва, речной подбассейн реки — Северский Донец (российская часть бассейна). Речной бассейн реки — Дон (российская часть бассейна).